# المقاهي الأدبية في باريس
المقاهي الأدبية في باريس هو كتاب من تأليف الكاتبة والروائية والناقدة والصحفية والإعلامية السورية هدى الزين صدرت عام 2014 عن الهيئة المصرية العامة للكتاب بالقاهرة.

## عن الكتاب
لم يكن كتاب المقاهي الأدبية في باريس هو العمل الأدبي الأول الذي تغوص فيه الكاتبة والأديبة السورية هدى الزين داخل الشارع الباريسيّ لترصد أدقّ تفاصيله، فقد خاضت تجارب مُشابهة من قبل وكتبت عن حياة المرأة العربية في وسط المجتمع الباريسي، في ثلاثة أعمال سابقة، وهي رواية بعنوان غابة من الشوك، وكتاب بعنوان يوميات امرأة عربية في باريس، وكتاب بعنوان أوراق امرأة - رحلة من النور إلى المجهول في باريس. وتعيش الكاتبة هدى الزين في فرنسا منذ عام 1982 مما ترك أثره على نتاجها الأدبيّ ومنحها القدرة على وصف تفاصيل الشارع الباريسي بدقة وبأسلوب سردي سلس يسهل وصوله إلى مخيلة القارئ.
تتحدّث الكاتبة في هذا الكتاب عن المقاهي الأدبية التي بدأ ظهورها في شوارع العديد من المدن الأوروبية الكبرى مثل باريس ولندن وأمستردام منذ عصر النهضة، ثُم شهدت رواجا وانتشارا واسع النطاق خلال القرنين التاسع عشر والعشرين فأصبحت هذه المقاهي تمثل المكان المفضل الذي يرتاده كبار الأدباء والشعراء والمفكرين والفنانين. وتتسم المقاهي الأدبية الباريسية بطابع خاص يميزها دون غيرها، فهي ليست مجرد مكان للجلوس واللقاء والحديث فقط، ولكنها كانت بمثابة مركز لولادة وتطوّر أبرز الحركات الأدبية والفنية العبقرية التي ظهرت في فرنسا.
كان المثقفون والفنانون العرب حاضرين أيضًا في مقاهي باريس الأدبية على مر العصور، فقد كان يتردد على أشهر المقاهي الأدبية كمقهى كلوني الباريسي أسماء لامعة مثل الأديب المصري توفيق الحكيم، والسينمائي العراقي فيصل الياسري، والروائي اللبناني سهيل إدريس، والروائي المصري جمال الغيطاني، والأديب المصري ألبير قصيري، والمترجمة ماري القصيفي، والكاتب والمفكر اللبناني علي حرب، والرسام المصري جـــورج البهجـــوري الذي يقول عن المقـــهى الباريسي إنه مكان يجمع الحب والإنسانية فـــي عالم تسوده الكراهية والحروب والعنف، وعندما يرسمه، يرسمه كــأنه يقــــدم دعـــوة جميلة للســلام والحب والتعايش الإنساني بلا حدود وبلا فوارق.
تحدثت الكاتبة في هذا الكتاب عن أشهر المقاهي الأدبية في باريس مثل مقهى كلوني الشهير، ومقهى لو بروكوب، وهو أول مقهى أدبي افتتح في باريس عام 1689، ومقهى لاموموس الواقع في بلدية سان جيرمان، وهو أول مقهى أدبي افتتح في فرنسا بأكملها، وكان من أهم رواده شاعر فرنسا الأشهر بودلير، والرسام الفرنسي مانيه، إلى جانب مقاهي أدبية مثل مقهى ديماجو الواقع في أهم شوارع الحي اللاتيني، ومقهى لا فلور الذي لا يقل أهمية عن مقهى لابروكورب ومقهى ديماجو، والذي أنشئ حوالي عام 1885مع بداية الجمهورية الثالثة، ويعد من أقدم المقاهي الأدبية في سان جيرمان دوبريه. ذكرت الكاتبة كذلك أشهر عشر مقاهي أدبية في العالم، وهي:
- مقهى نيويورك الواقع في مدينة بودابست المجرية
- مقهى فلوريان الواقع في مدينة البندقية الإيطالية
- مقهى سنترال الواقع في مدينة ڤيينا النمساوية
- مقهى إمبريال الواقع في مدينة براغ التشيكية
- مقهى دي لابيه الواقع في مدينة باريس الفرنسية
- مقهى ماجستيك الواقع في مدينة بورتو البرتغالية
- مقهى كونفيتاريا كولمبو الواقع في مدينة ريو دي جانيرو البرازيلية
- مقهى كامبرينيوس الواقع في مدينة نابولي الإيطالية
- مقهى تورتوني الواقع في مدينة بوينس أيرس الأرجنتينية
- مقهى جيريكو الواقع في مدينة روما الإيطالية